# Гордон (водохранилище)
Гордон — самое крупное водохранилище Австралии в штате Тасмания в Австралии, созданное на реке Гордон. Площадь — 272 км², объём — 12,5 км³. Высота над уровнем моря — 300 м.
Создано в начале 1970-х годов в результате строительства плотины Гордон. Находится в Юго-Западном национальном парке острова Тасмания. К югу от Гордона расположено водохранилище Педдер, которое соединено с ним каналом Мак-Партлан (англ. McPartlan Canal), так что часть воды озера Педдер используется для гидроэлектростанции плотины Гордон.